# (37407) 2001 XT113
2001 XT113 (asteroide 37407) é um asteroide da cintura principal. Possui uma excentricidade de 0.03048310 e uma inclinação de 12.35069º.
Este asteroide foi descoberto no dia 11 de dezembro de 2001 por LINEAR em Socorro.